# Музей Венцеля Хаблика
Музей Венцеля Хаблика (нем. Wenzel-Hablik-Museum) — музей в Итцехо (Шлезвиг-Гольштейн, Германия), посвящённый жизни и творчеству чешско-немецкого художника, графика, архитектора Венцеля Хаблика (1881—1934), который жил и работал в Итцехо с 1907 года до своей смерти. С 1995 года музей находится в купеческом доме, внесённом в список памятников архитектуры.

## Фонд Венцеля Хаблика
В 1985 году две дочери художника Сюзанна Клингеберг и Сибилла Шарма-Хаблик передали творческое наследие отца Фонду Венцеля Хаблика. Фонд поставил перед собой задачу сделать работы Хаблика доступными для широкой публики, исследовать его творчество и участвовать на международных выставках.

## История и эспозиция

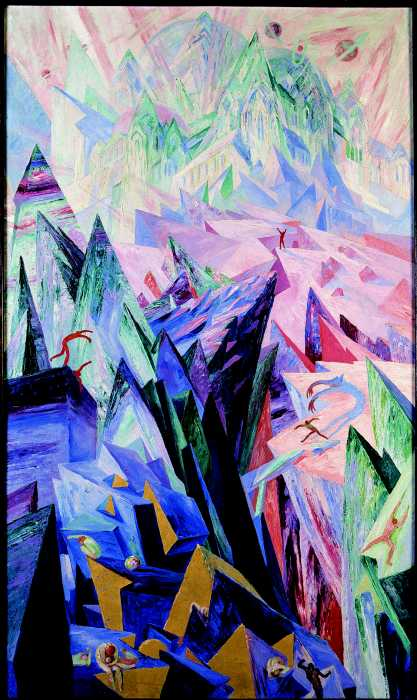
«Путь гения», Венцель Хаблик, 1918 (Музей Венцеля Хаблика)

Музей Венцеля Хаблика был открыт в 1995 году в Итцехо через десять лет после основания фонда. В нём представлены работы художника, архитектора, дизайнера интерьеров, дизайнера и визионера Венцеля Хаблика, одного из самых ярких представителей немецкого архитектурного экспрессионизма.
Общая выставочная площадь около 500 м². Постоянная экспозиция расположена на верхнем этаже здания и показывает широкий размах творчества Хаблика: развитие от ар-нуво к экспрессионизму до 1920-х годов, в которых его работы также коснулись кубизма и дают более глубокое понимание отдельных творческих областей художника. Документальный фильм «Венцель Хаблик в Итцехо. 1907—1934» иллюстрирует разноплановую работу Хаблика и проливает свет на его личность.
Собрания музея считаются самой обширной коллекцией произведений Венцеля Хаблика. Они включает более 200 картин, мебельные ансамбли, изделия ручной работы, хрусталь и обширную коллекцию графики с 8 тыс. рисунков. Кроме этого, музейное собрание содержит наследие жены Хаблика Элизабет Хаблик-Линдеманн, включающее ткани и архив ассоциации художников «Стеклянной цепочки», самым активным членом которой был Хаблик.
На первом этаже музея расположены выставочные залы, где регулярно проходят выставки, посвященные художественному окружению Хаблика, экспрессионизму, современной архитектуре и дизайну. Кроме того, здесь представляют свои работы коллективы местных художников.

## Галерея

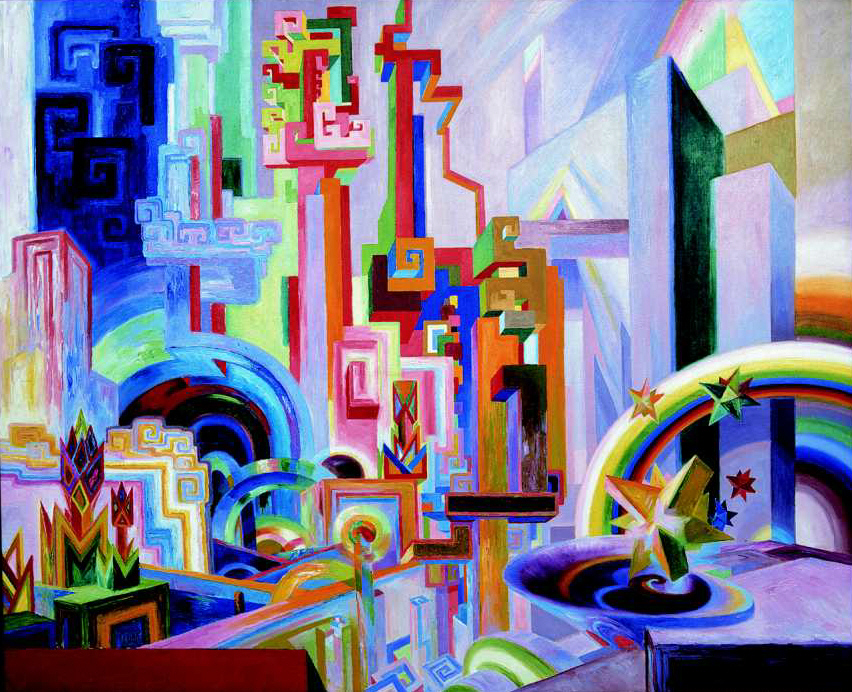
«Большие, красочные утопические здания», Венцель Хаблик, 1922
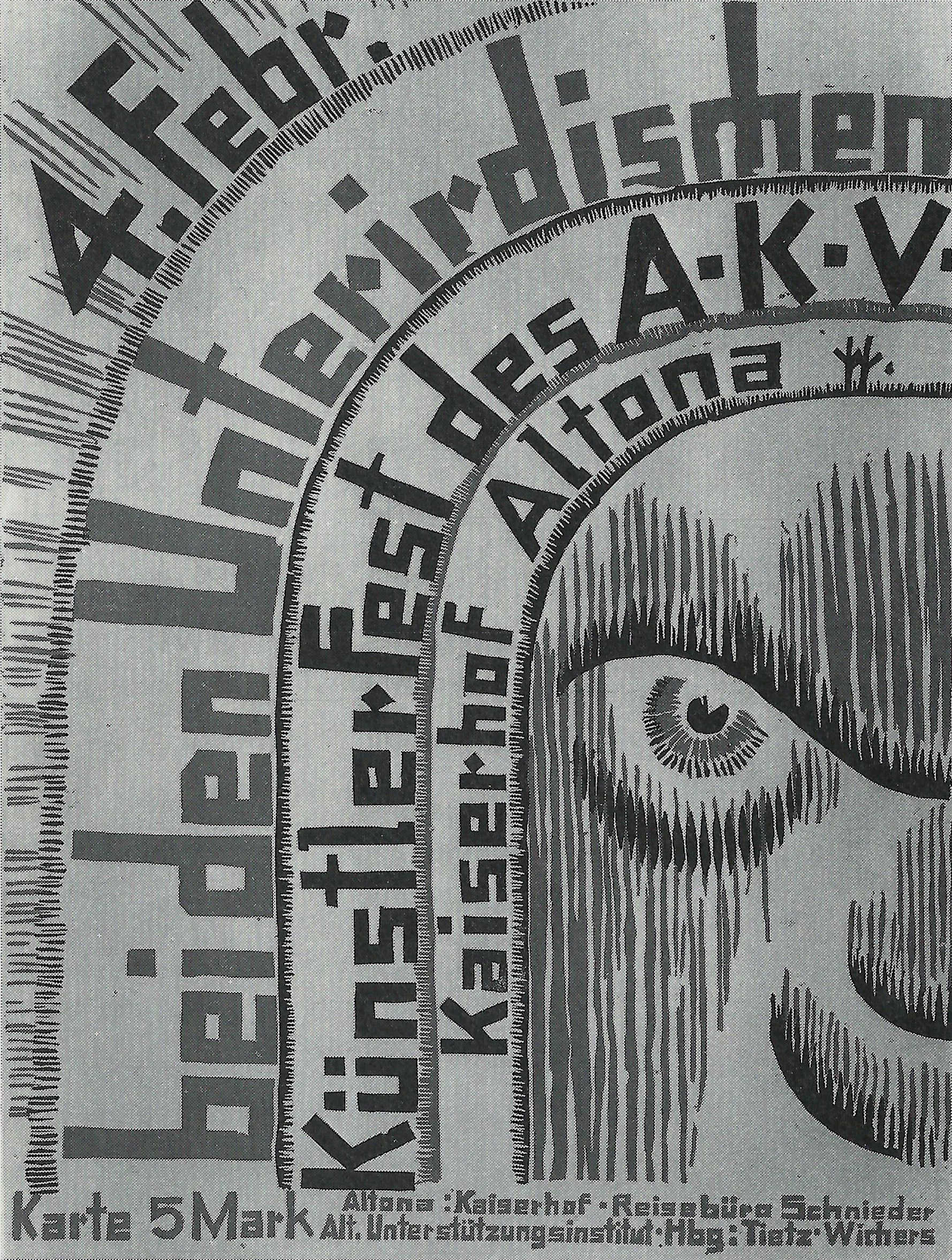
Плакат к Фестивалю художников Альтоны «В подземельях Союза художников Альтоны», Венцель Хаблик, 1928. Ксилография, 42,8 × 58,8.